# WTA Awards
A WTA Awards a WTA, azaz a női teniszezők nemzetközi szövetsége által éves rendszerességgel kiosztott díjak összessége. Első alkalommal 1977-ben adták át őket, akkor még öt kategóriában. 1995-től nemcsak a játékosok, hanem – a játékosok szavazatai alapján – a tornák is elismerésben részesülhetnek. Az év játékosát (Player of the Year), az év párosát (Doubles Team of the Year), a legtöbbet fejlődő játékost (Most Improved Player), az év felfedezettjét (Newcomer of the Year) és az év visszatérő játékosát (Comeback Player of the Year) az újságírók szavazatai alapján választják meg.
A játékosok szavazatai döntenek a Karen Krantzcke sportszerűségi díjról (Karen Krantzcke Sportsmanship Award) és a játékostársai érdekvédelme ügyében a legtöbbet tevő teniszezőnek járó Peachy Kellmeyer Player Service díjról. A tenisz népszerűsítésében legnagyobb szerepet vállaló játékosnak járó Diamond Aces elnevezésű díjról a WTA és a tornaszervezők közösen döntenek (a díjat Jerry Diamond alapította).
Ezen kívül a szurkolók is szavazhatnak a világhálón keresztül kedvenc egyéni játékosukról (Fan Favorite Singles Player of the Year) és párosukról (Fan Favorite Doubles Team of the Year).

## A WTA által díjazott játékosok
| Év   | Játékos                | Ország                           |
| ---- | ---------------------- | -------------------------------- |
| 2020 | Sofia Kenin            | USA                              |
| 2019 | Ashleigh Barty         | Ausztrália                       |
| 2018 | Simona Halep           | Románia                          |
| 2017 | Garbiñe Muguruza       | Spanyolország                    |
| 2016 | Angelique Kerber       | Németország                      |
| 2015 | Serena Williams        | USA                              |
| 2014 | Serena Williams        | USA                              |
| 2013 | Serena Williams        | USA                              |
| 2012 | Serena Williams        | USA                              |
| 2011 | Petra Kvitová          | Csehország                       |
| 2010 | Kim Clijsters          | Belgium                          |
| 2009 | Serena Williams        | USA                              |
| 2008 | Serena Williams        | USA                              |
| 2007 | Justine Henin          | Belgium                          |
| 2006 | Amélie Mauresmo        | Franciaország                    |
| 2005 | Kim Clijsters          | Belgium                          |
| 2004 | Marija Sarapova        | Oroszország                      |
| 2003 | Justine Henin-Hardenne | Belgium                          |
| 2002 | Serena Williams        | USA                              |
| 2001 | Jennifer Capriati      | USA                              |
| 2000 | Venus Williams         | USA                              |
| 1999 | Lindsay Davenport      | USA                              |
| 1998 | Lindsay Davenport      | USA                              |
| 1997 | Martina Hingis         | Svájc                            |
| 1996 | Steffi Graf            | Németország                      |
| 1995 | Steffi Graf            | Németország                      |
| 1994 | Steffi Graf            | Németország                      |
| 1993 | Steffi Graf            | Németország                      |
| 1992 | Szeles Mónika          | Jugoszláv Szövetségi Köztársaság |
| 1991 | Szeles Mónika          | Jugoszlávia                      |
| 1990 | Steffi Graf            | Németország                      |
| 1989 | Steffi Graf            | NSZK                             |
| 1988 | Steffi Graf            | NSZK                             |
| 1987 | Steffi Graf            | NSZK                             |
| 1986 | Martina Navratilova    | USA                              |
| 1985 | Martina Navratilova    | USA                              |
| 1984 | Martina Navratilova    | USA                              |
| 1983 | Martina Navratilova    | USA                              |
| 1982 | Martina Navratilova    | USA                              |
| 1981 | Chris Evert-Lloyd      | USA                              |
| 1980 | Tracy Austin           | USA                              |
| 1979 | Martina Navratilova    | Csehszlovákia                    |
| 1978 | Martina Navratilova    | Csehszlovákia                    |
| 1977 | Virginia Wade          | Egyesült Királyság               |

| Év   | Játékosok           | Játékosok               |
| ---- | ------------------- | ----------------------- |
| 2020 | Babos Tímea         | Kristina Mladenovic     |
| 2019 | Babos Tímea         | Kristina Mladenovic     |
| 2018 | Barbora Krejčíková  | Kateřina Siniaková      |
| 2017 | Martina Hingis      | Csan Jung-zsan          |
| 2016 | Caroline Garcia     | Kristina Mladenovic     |
| 2015 | Martina Hingis      | Szánija Mirza           |
| 2014 | Sara Errani         | Roberta Vinci           |
| 2013 | Sara Errani         | Roberta Vinci           |
| 2012 | Sara Errani         | Roberta Vinci           |
| 2011 | Květa Peschke       | Katarina Srebotnik      |
| 2010 | Flavia Pennetta     | Gisela Dulko            |
| 2009 | Serena Williams     | Venus Williams          |
| 2008 | Cara Black          | Liezel Huber            |
| 2007 | Cara Black          | Liezel Huber            |
| 2006 | Lisa Raymond        | Samantha Stosur         |
| 2005 | Lisa Raymond        | Samantha Stosur         |
| 2004 | Paola Suárez        | Virginia Ruano Pascual  |
| 2003 | Paola Suárez        | Virginia Ruano Pascual  |
| 2002 | Paola Suárez        | Virginia Ruano Pascual  |
| 2001 | Lisa Raymond        | Rennae Stubbs           |
| 2000 | Serena Williams     | Venus Williams          |
| 1999 | Martina Hingis      | Anna Kurnyikova         |
| 1998 | Martina Hingis      | Jana Novotná            |
| 1997 | Gigi Fernández      | Natallja Zverava        |
| 1996 | Jana Novotná        | Arantxa Sánchez Vicario |
| 1995 | Gigi Fernández      | Natallja Zverava        |
| 1994 | Gigi Fernández      | Natallja Zverava        |
| 1993 | Gigi Fernández      | Natallja Zverava        |
| 1992 | Larisa Neiland      | Natallja Zverava        |
| 1991 | Gigi Fernández      | Jana Novotná            |
| 1990 | Jana Novotná        | Helena Suková           |
| 1989 | Jana Novotná        | Helena Suková           |
| 1988 | Martina Navratilova | Pam Shriver             |
| 1987 | Martina Navratilova | Pam Shriver             |
| 1986 | Martina Navratilova | Pam Shriver             |
| 1985 | Martina Navratilova | Pam Shriver             |
| 1984 | Martina Navratilova | Pam Shriver             |
| 1983 | Martina Navratilova | Pam Shriver             |
| 1981 | Martina Navratilova | Pam Shriver             |
| 1980 | Kathy Jordan        | Anne Smith              |
| 1979 | Billie Jean King    | Martina Navrátilová     |
| 1978 | Billie Jean King    | Martina Navrátilová     |
| 1977 | Martina Navrátilová | Betty Stöve             |

| Év   | Játékos                 | Ország                  |
| ---- | ----------------------- | ----------------------- |
| 2020 | Iga Świątek             | Lengyelország           |
| 2019 | Sofia Kenin             | USA                     |
| 2018 | Kiki Bertens            | Hollandia               |
| 2017 | Jeļena Ostapenko        | Lettország              |
| 2016 | Konta Johanna           | Egyesült Királyság      |
| 2015 | Bacsinszky Tímea        | Svájc                   |
| 2014 | Eugenie Bouchard        | Kanada                  |
| 2013 | Simona Halep            | Románia                 |
| 2012 | Sara Errani             | Olaszország             |
| 2011 | Petra Kvitová           | Csehország              |
| 2010 | Francesca Schiavone     | Olaszország             |
| 2009 | Yanina Wickmayer        | Belgium                 |
| 2008 | Gyinara Szafina         | Oroszország             |
| 2007 | Ana Ivanović            | Szerbia                 |
| 2006 | Jelena Janković         | Szerbia                 |
| 2005 | Ana Ivanović            | Szerbia és Montenegró   |
| 2004 | Marija Sarapova         | Oroszország             |
| 2003 | Nagyja Petrova          | Oroszország             |
| 2002 | Daniela Hantuchová      | Szlovákia               |
| 2001 | Justine Henin           | Belgium                 |
| 2000 | Jelena Gyementyjeva     | Oroszország             |
| 1999 | Serena Williams         | USA                     |
| 1998 | Patty Schnyder          | Svájc                   |
| 1997 | Amanda Coetzer          | Dél-afrikai Köztársaság |
| 1996 | Martina Hingis          | Svájc                   |
| 1995 | Chanda Rubin            | USA                     |
| 1994 | Mary Pierce             | Franciaország           |
| 1993 | Magdalena Maleeva       | Bulgária                |
| 1992 | Date Kimiko             | Japán                   |
| 1991 | Gabriela Sabatini       | Argentína               |
| 1990 | Szeles Mónika           | Jugoszlávia             |
| 1989 | Arantxa Sánchez Vicario | Spanyolország           |
| 1988 | Arantxa Sánchez Vicario | Spanyolország           |
| 1987 | Lori McNeil             | USA                     |
| 1986 | Steffi Graf             | NSZK                    |
| 1985 | Helena Suková           | Csehszlovákia           |
| 1984 | Kathy Jordan            | USA                     |
| 1983 | Temesvári Andrea        | Magyarország            |
| 1982 | Sabina Simmonds         | Olaszország             |
| 1981 | Barbara Potter          | USA                     |
| 1980 | Hana Mandlíková         | Csehszlovákia           |
| 1979 | Sylvia Hanika           | NSZK                    |
| 1978 | Virginia Ruzici         | Románia                 |
| 1977 | Wendy Turnbull          | Ausztrália              |

| Év   | Játékos                 | Ország             |
| ---- | ----------------------- | ------------------ |
| 2020 | Nadia Podoroska         | Argentína          |
| 2019 | Bianca Andreescu        | Kanada             |
| 2018 | Arina Szabalenka        | Fehéroroszország   |
| 2017 | Catherine Bellis        | USA                |
| 2016 | Ószaka Naomi            | Japán              |
| 2015 | Daria Gavrilova         | Ausztrália         |
| 2014 | Belinda Bencic          | Svájc              |
| 2013 | Eugenie Bouchard        | Kanada             |
| 2012 | Laura Robson            | Egyesült Királyság |
| 2011 | Irina-Camelia Begu      | Románia            |
| 2010 | Petra Kvitová           | Csehország         |
| 2009 | Melanie Oudin           | USA                |
| 2008 | Caroline Wozniacki      | Dánia              |
| 2007 | Szávay Ágnes            | Magyarország       |
| 2006 | Agnieszka Radwańska     | Lengyelország      |
| 2005 | Szánija Mirza           | India              |
| 2004 | Tatiana Golovin         | Franciaország      |
| 2003 | Marija Sarapova         | Oroszország        |
| 2002 | Szvetlana Kuznyecova    | Oroszország        |
| 2001 | Daniela Hantuchová      | Szlovákia          |
| 2000 | Dája Bedáňová           | Csehország         |
| 1999 | Kim Clijsters           | Belgium            |
| 1998 | Serena Williams         | USA                |
| 1997 | Venus Williams          | USA                |
| 1996 | Anna Kurnyikova         | Oroszország        |
| 1995 | Martina Hingis          | Svájc              |
| 1994 | Irina Spîrlea           | Románia            |
| 1993 | Iva Majoli              | Horvátország       |
| 1992 | Debbie Graham           | USA                |
| 1991 | Andrea Strnadová        | Csehszlovákia      |
| 1990 | Jennifer Capriati       | USA                |
| 1989 | Conchita Martínez       | Spanyolország      |
| 1988 | Natallja Zverava        | Szovjetunió        |
| 1987 | Arantxa Sánchez Vicario | Spanyolország      |
| 1986 | Stephanie Rehe          | USA                |
| 1985 | Gabriela Sabatini       | Argentína          |
| 1984 | Manuela Maleeva         | Bulgária           |
| 1983 | Carling Bassett         | Kanada             |
| 1982 | Zina Garrison           | USA                |
| 1981 | Kathy Rinaldi           | USA                |
| 1980 | Andrea Jaeger           | USA                |
| 1979 | Kathy Jordan            | USA                |
| 1978 | Pam Shriver             | USA                |
| 1977 | Tracy Austin            | USA                |

| Év   | Játékos              | Ország           |
| ---- | -------------------- | ---------------- |
| 2020 | Viktorija Azaranka   | Fehéroroszország |
| 2019 | Belinda Bencic       | Svájc            |
| 2018 | Serena Williams      | USA              |
| 2017 | Sloane Stephens      | USA              |
| 2016 | Dominika Cibulková   | Szlovákia        |
| 2015 | Venus Williams       | USA              |
| 2014 | Mirjana Lučić-Baroni | Horvátország     |
| 2013 | Alisza Klejbanova    | Oroszország      |
| 2012 | Jaroszlava Svedova   | Kazahsztán       |
| 2011 | Sabine Lisicki       | Németország      |
| 2010 | Justine Henin        | Belgium          |
| 2009 | Kim Clijsters        | Belgium          |
| 2008 | Cseng Csie           | Kína             |
| 2007 | Lindsay Davenport    | USA              |
| 2006 | Martina Hingis       | Svájc            |
| 2005 | Kim Clijsters        | Belgium          |
| 2004 | Serena Williams      | USA              |
| 2003 | Amélie Mauresmo      | Franciaország    |
| 2002 | Corina Morariu       | USA              |
| 2001 | Barbara Schwartz     | Ausztria         |
| 2000 | Iva Majoli           | Horvátország     |
| 1999 | Sabine Appelmans     | Belgium          |
| 1998 | Szeles Mónika        | USA              |
| 1997 | Mary Pierce          | Franciaország    |
| 1996 | Jennifer Capriati    | USA              |
| 1995 | Szeles Mónika        | USA              |
| 1994 | Meredith McGrath     | USA              |
| 1993 | Elizabeth Smylie     | Ausztrália       |
| 1992 | Jenny Byrne          | Ausztrália       |
| 1991 | Stephanie Rehe       | USA              |
| 1990 | Elizabeth Smylie     | Ausztrália       |
| 1989 | Kathy Rinaldi        | USA              |
| 1988 | Pascale Paradis      | Franciaország    |
| 1987 | Bettina Bunge        | NSZK             |

| Év   | Játékos              | Ország            |
| ---- | -------------------- | ----------------- |
| 2020 | Marie Bouzková       | Csehország        |
| 2019 | Petra Kvitová        | Csehország        |
| 2018 | Petra Kvitová        | Csehország        |
| 2017 | Petra Kvitová        | Csehország        |
| 2016 | Petra Kvitová        | Csehország        |
| 2015 | Petra Kvitová        | Csehország        |
| 2014 | Petra Kvitová        | Csehország        |
| 2013 | Nem adták át.        | Nem adták át.     |
| 2012 | Kim Clijsters        | Belgium           |
| 2011 | Petra Kvitová        | Csehország        |
| 2010 | Jelena Gyementyjeva  | Oroszország       |
| 2009 | Kim Clijsters        | Belgium           |
| 2008 | Jelena Gyementyjeva  | Oroszország       |
| 2007 | Ana Ivanović         | Szerbia           |
| 2006 | Kim Clijsters        | Belgium           |
| 2005 | Kim Clijsters        | Belgium           |
| 2004 | Lindsay Davenport    | USA               |
| 2003 | Kim Clijsters        | Belgium           |
| 2002 | Kim Clijsters        | Belgium           |
| 2001 | Kim Clijsters        | Belgium           |
| 2000 | Kim Clijsters        | Belgium           |
| 1999 | Szugijama Ai         | Japán             |
| 1998 | Yayuk Basuki         | Indonézia         |
| 1997 | Amanda Coetzer       | Dél-afrikai Közt. |
| 1996 | Yayuk Basuki         | Indonézia         |
| 1995 | Amanda Coetzer       | Dél-afrikai Közt. |
| 1994 | Kimberly Po          | USA               |
| 1993 | Nicole Arendt        | USA               |
| 1992 | Jill Hetherington    | Kanada            |
| 1991 | Judith Wiesner       | Ausztria          |
| 1990 | Mercedes Paz         | Argentína         |
| 1989 | Gretchen Magers      | USA               |
| 1988 | Szvetlana Parhomenko | Oroszország       |
| 1987 | Anne Minter          | Ausztrália        |
| 1986 | Peanut Louie-Harper  | USA               |
| 1985 | Peanut Louie-Harper  | USA               |
| 1984 | Marcella Mesker      | Hollandia         |
| 1983 | Sharon Walsh-Pete    | USA               |
| 1982 | Nancy Yeargin        | USA               |
| 1981 | Diane Desfor         | USA               |
| 1980 | Evonne Goolagong     | Ausztrália        |
| 1979 | Chris Evert          | USA               |
| 1978 | Evonne Goolagong     | Ausztrália        |

| Év   | Játékos               | Ország            |
| ---- | --------------------- | ----------------- |
| 2020 | WTA Players’ Council  |                   |
| 2019 | Gabriela Dabrowski    | Kanada            |
| 2018 | Bethanie Mattek-Sands | USA               |
| 2017 | Lucie Šafářová        | Csehország        |
| 2016 | Lucie Šafářová        | Csehország        |
| 2015 | Lucie Šafářová        | Csehország        |
| 2014 | Lucie Šafářová        | Csehország        |
| 2013 | Nem adták át.         | Nem adták át.     |
| 2012 | Venus Williams        | USA               |
| 2011 | Francesca Schiavone   | Olaszország       |
| 2010 | Kim Clijsters         | Belgium           |
| 2009 | Liezel Huber          | USA               |
| 2008 | Liezel Huber          | USA               |
| 2007 | Liezel Huber          | USA               |
| 2006 | Kim Clijsters         | Belgium           |
| 2005 | Liezel Huber          | USA               |
| 2004 | Nicole Pratt          | Ausztrália        |
| 2003 | Kim Clijsters         | Belgium           |
| 2002 | Nem adták át.         | Nem adták át.     |
| 2001 | Nicole Pratt          | Ausztrália        |
| 2000 | Nicole Pratt          | Ausztrália        |
| 1999 | Nicole Pratt          | Ausztrália        |
| 1998 | Joannette Kruger      | Dél-afrikai Közt. |
| 1997 | Katrina Adams         | USA               |
| 1996 | Katrina Adams         | USA               |
| 1995 | Marianne Werdel       | USA               |
| 1994 | Marianne Werdel       | USA               |
| 1993 | Pam Shriver           | USA               |
| 1992 | Elise Burgin          | USA               |
| 1991 | Kathy Jordan          | USA               |
| 1990 | Wendy Turnbull        | Ausztrália        |
| 1989 | Mercedes Paz          | Argentína         |
| 1988 | Candy Reynolds        | USA               |
| 1987 | Chris Evert           | USA               |
| 1986 | Marcella Mesker       | Hollandia         |
| 1985 | Chris Evert           | USA               |
| 1984 | Kim Shaefer           | USA               |
| 1983 | Lele Forood           | USA               |
| 1982 | Diane Desfor          | USA               |
| 1981 | Barbara Jordan        | USA               |
| 1980 | Diana Desfor          | USA               |
| 1979 | Edy McGoldrick        | USA               |
| 1978 | Trish Faulkner        | USA               |
| 1977 | Jim Bainbridge        | USA               |

| Év   | Játékos                 | Ország            |
| ---- | ----------------------- | ----------------- |
| 2019 | Kiki Bertens            | Hollandia         |
| 2018 | Elina Szvitolina        | Ukrajna           |
| 2017 | Angelique Kerber        | Németország       |
| 2016 | Simona Halep            | Románia           |
| 2015 | Caroline Wozniacki      | Dánia             |
| 2014 | Petra Kvitová           | Csehország        |
| 2013 | Viktorija Azaranka      | Fehéroroszország  |
| 2012 | Viktorija Azaranka      | Fehéroroszország  |
| 2011 | Caroline Wozniacki      | Dánia             |
| 2010 | Samantha Stosur         | Ausztrália        |
| 2009 | Jelena Gyementyjeva     | Oroszország       |
| 2008 | Ana Ivanović            | Szerbia           |
| 2007 | Jelena Janković         | Szerbia           |
| 2006 | Szvetlana Kuznyecova    | Oroszország       |
| 2005 | Anasztaszija Miszkina   | Oroszország       |
| 2004 | Anasztaszija Miszkina   | Oroszország       |
| 2003 | Nem adták át.           | Nem adták át.     |
| 2002 | Nem adták át.           | Nem adták át.     |
| 2001 | Martina Hingis          | Svájc             |
| 2000 | Martina Hingis          | Svájc             |
| 1999 | Lindsay Davenport       | USA               |
| 1998 | Lindsay Davenport       | USA               |
| 1997 | Amanda Coetzer          | Dél-afrikai Közt. |
| 1996 | Gabriela Sabatini       | Argentína         |
| 1995 | Arantxa Sánchez Vicario | Spanyolország     |

## Szurkolói díjak
| Év   | Játékos             | Ország        |
| ---- | ------------------- | ------------- |
| 2020 | Iga Świątek         | Lengyelország |
| 2019 | Simona Halep        | Románia       |
| 2018 | Simona Halep        | Románia       |
| 2017 | Simona Halep        | Románia       |
| 2016 | Agnieszka Radwańska | Lengyelország |
| 2015 | Agnieszka Radwańska | Lengyelország |
| 2014 | Agnieszka Radwańska | Lengyelország |
| 2013 | Agnieszka Radwańska | Lengyelország |
| 2012 | Agnieszka Radwańska | Lengyelország |
| 2011 | Agnieszka Radwańska | Lengyelország |
| 2010 | Marija Sarapova     | Oroszország   |
| 2009 | Jelena Gyementyjeva | Oroszország   |

| Év   | Játékosok            | Játékosok          |
| ---- | -------------------- | ------------------ |
| 2014 | Sara Errani          | Roberta Vinci      |
| 2013 | Jekatyerina Makarova | Jelena Vesznyina   |
| 2012 | Serena Williams      | Venus Williams     |
| 2011 | Marija Kirilenko     | Viktorija Azaranka |
| 2010 | Serena Williams      | Venus Williams     |
| 2009 | Serena Williams      | Venus Williams     |

## Az év tornái
| Év   | Torna akkori neve                                                                                               | Torna helyszíne                               |
| ---- | --- | --------------------------------------------- |
| 2019 | BNP Paribas Open Dubai Duty Free Tennis Championships Porsche Tennis Grand Prix és St. Petersburg Ladies Trophy | Indian Wells Dubaj Stuttgart és Szentpétervár |
| 2018 | BNP Paribas Open Internazionali BNL d'Italia St. Petersburg Ladies Trophy                                       | Indian Wells Róma Szentpétervár               |
| 2017 | BNP Paribas Open Internazionali BNL d'Italia Porsche Tennis Grand Prix                                          | Indian Wells Róma Stuttgart                   |
| 2016 | BNP Paribas Open Internazionali BNL d'Italia Porsche Tennis Grand Prix                                          | Indian Wells Róma Stuttgart                   |
| 2015 | BNP Paribas Open Dubai Tennis Championships Porsche Tennis Grand Prix                                           | Indian Wells Dubaj Stuttgart                  |
| 2014 | BNP Paribas Open Western & Southern Open Porsche Tennis Grand Prix                                              | Indian Wells Cincinnati Stuttgart             |
| 2013 | Indian Wells Masters                                                                                            | Indian Wells                                  |
| 2012 | Porsche Tennis Grand Prix                                                                                       | Stuttgart                                     |
| 2011 | Porsche Tennis Grand Prix                                                                                       | Stuttgart                                     |
| 2010 | Porsche Tennis Grand Prix                                                                                       | Stuttgart                                     |
| 2009 | BNP Paribas Open                                                                                                | Indian Wells                                  |

| Év   | Torna akkori neve                                      | Torna helyszíne          |
| ---- | ------------------------------------------------------ | ------------------------ |
| 2019 | Abierto Mexicano Telcel                                | Acapulco                 |
| 2018 | Prudential Hong Kong Tennis Open                       | Hongkong                 |
| 2017 | Abierto Mexicano Telcel                                | Acapulco                 |
| 2016 | Abierto Mexicano Telcel Swedish Open WTA Auckland Open | Acapulco Båstad Auckland |
| 2015 | Abierto Mexicano Telcel Swedish Open WTA Auckland Open | Acapulco Båstad Auckland |
| 2014 | Abierto Mexicano Telcel Swedish Open WTA Auckland Open | Acapulco Båstad Auckland |
| 2013 | Abierto Mexicano Telcel                                | Acapulco                 |
| 2012 | Sony Swedish Open                                      | Båstad                   |
| 2011 | Abierto Mexicano Telcel                                | Acapulco                 |
| 2010 | PTT Pattaya Open                                       | Pattaja                  |
| 2009 | Abierto Mexicano Telcel                                | Acapulco                 |

| Év   | Torna akkori neve            | Torna helyszíne |
| ---- | ---------------------------- | --------------- |
| 2008 | Porsche Tennis Grand Prix    | Stuttgart       |
| 2007 | Porsche Tennis Grand Prix    | Stuttgart       |
| 2006 | Pacific Life Open            | Indian Wells    |
| 2005 | Pacific Life Open            | Indian Wells    |
| 2004 | Nasdaq-100 Open              | Miami           |
| 2003 | Kremlin Cup                  | Moszkva         |
| 2002 | Dubai Duty Free Women’s Open | Dubaj           |
| 2001 | Dubai Duty Free Women’s Open | Dubaj           |
| 2000 | Du Maurier Open              | Montréal        |
| 1999 | Du Maurier Open              | Toronto         |
| 1998 | Du Maurier Open              | Montréal        |
| 1997 | State Farm Evert Cup         | Indian Wells    |
| 1996 | Toshiba Tennis Classic       | San Diego       |
| 1995 | The Lipton Championships     | Miami           |

| Év   | Torna akkori neve                      | Torna helyszíne |
| ---- | -------------------------------------- | --------------- |
| 2008 | Commonwealth Bank Tennis Classic       | Bali            |
| 2007 | Commonwealth Bank Tennis Classic       | Bali            |
| 2006 | Abierto Mexicano Telcel                | Acapulco        |
| 2005 | Bell Challenge                         | Québec          |
| 2004 | Bell Challenge Abierto Mexicano Telcel | Québec Acapulco |
| 2003 | Uncle Tobys Hardcourts                 | Gold Coast      |
| 2002 | Abierto Mexicano Pegaso                | Acapulco        |
| 2001 | Abierto Mexicano Pegaso                | Acapulco        |
| 2000 | Bell Challenge                         | Québec          |
| 1999 | Bell Challenge                         | Québec          |
| 1998 | Bell Challenge                         | Québec          |
| 1997 | Bell Challenge                         | Québec          |
| 1996 | Bell Challenge                         | Québec          |
| 1995 | Bell Challenge                         | Québec          |

## A legszebb ütés szurkolói díja
| Év   | Játékos                 | Ország        | Verseny                      | Video |
| ---- | ----------------------- | ------------- | ---------------------------- | ----- |
| 2013 | Agnieszka Radwańska     | Lengyelország | Miami Negyeddöntő            | ()    |
| 2014 | Agnieszka Radwańska (2) | Lengyelország | Montreal Elődöntő            | ()    |
| 2015 | Agnieszka Radwańska (3) | Lengyelország | WTA Finals Döntő             | ()    |
| 2016 | Agnieszka Radwańska (4) | Lengyelország | Indian Wells 3. kör          | ()    |
| 2017 | Agnieszka Radwańska (5) | Lengyelország | Wuhan Open 2. kör            | ()    |
| 2018 | Simona Halep            | Románia       | Miami Masters 3. kör         | ()    |
| 2019 | Iga Świątek             | Lengyelország | Ladies Open Lugano Elődöntő  | ()    |
| 2020 | Magda Linette           | Lengyelország | Hua Hin Championships 2. kör | ()    |

## A legszebb WTA-mérkőzés szurkolói díja
| Év   | Mérkőzés                                         | Torna                                      | Eredmény            | Videó |
| ---- | ------------------------------------------------ | ------------------------------------------ | ------------------- | ----- |
| 2014 | Serena Williams (Győztes) – Caroline Wozniacki   | WTA Finals Elődöntő                        | 2–6, 6–3, 7–6(6)    |       |
| 2015 | Agnieszka Radwańska (Győztes) – Garbiñe Muguruza | WTA Finals Elődöntő                        | 6–7(5), 6–3, 7–5    |       |
| 2016 | Petra Kvitová (Győztes) – Angelique Kerber       | Wuhan Open 3. kör                          | 6–7(10), 7–5, 6–4   |       |
| 2017 | Caroline Garcia (Győztes) – Elina Szvitolina     | China Open Negyeddöntő                     | 6–7(5), 7–5, 7–6(6) |       |
| 2018 | Simona Halep (Győztes) – Sloane Stephens         | Canadian Open Döntő                        | 7–6(6), 3–6, 6–4    |       |
| 2019 | Ószaka Naomi (Győztes) – Bianca Andreescu        | China Open Negyeddöntő                     | 5–7, 6–3, 6–4       |       |
| 2020 | Simona Halep (Győztes) – Jelena Ribakina         | Dubai Duty Free Tennis Championships Döntő | 3-6, 6-3, 7-6(5)    |       |

## A legszebb Grand Slam-mérkőzés szurkolói díja
| Év   | Győztes            | Vesztes             | Verseny                  | Eredmény           | Video |
| ---- | ------------------ | ------------------- | ------------------------ | ------------------ | ----- |
| 2013 | Marija Sarapova    | Viktorija Azaranka  | Roland Garros Elődöntő   | 6–1, 2–6, 6–4      | ()    |
| 2014 | Marija Sarapova    | Simona Halep        | Roland Garros Döntő      | 6–4, 6–7(5–7), 6–4 | ()    |
| 2015 | Viktorija Azaranka | Angelique Kerber    | US Open R32              | 7–5, 2–6, 6–4      | ()    |
| 2016 | Dominika Cibulková | Agnieszka Radwańska | Wimbledon R16            | 6–3, 5–7, 9–7      |       |
| 2017 | Marija Sarapova    | Simona Halep        | US Open R128             | 6–4, 4–6, 6–3      |       |
| 2018 | Simona Halep       | Angelique Kerber    | Australian Open Elődöntő | 6–3, 4–6, 9–7      |       |
| 2019 | Ószaka Naomi       | Petra Kvitová       | Australian Open Döntő    | 7–6(7–2), 5–7, 6–4 |       |